# Caicedo-Sopeña
Pour les articles homonymes, voir Caicedo et Sopeña.
Caicedo-Sopeña est une commune ou une contrée appartenant à la municipalité d'Erriberagoitia dans la province d'Alava, située dans la Communauté autonome basque en Espagne.